# Nicolás Linares
Nicolás Linares (Monte Grande, Gran Buenos Aires, Argentina, 4 de marzo de 1996) es un futbolista argentino. Juega como mediocampista y su equipo actual es Amazonas FC de la Serie B de Brasil.

## Trayectoria
Linares comenzó su carrera jugando en el club Estrella del Sur antes de pasar a las divisiones inferiores del Club Atlético Banfield. Debutó de manera profesional el 25 de agosto de 2017 en un partido frente a Belgrano, el cual terminaría ganando Banfield por 2 a 1.
Fue seleccionado para un partido frente a Independiente del Valle por la Copa Libertadores 2018.
En enero de 2019, luego de hacerse revisiones por una molestia en una rodilla, se confirma una lesión en el menisco externo de la rodilla derecha, que lo dejaría de dos a cuatro meses en inactividad.
En febrero de 2024, luego de varios rumores sobre su futuro, se confirma el traspaso del futbolista a Palestino club que milita en la Primera División de Chile. También, para competir en Copa Libertadores 2024, Copa Sudamericana 2024 y Copa Chile 2024.

## Estadísticas
- Actualizado hasta el 29 de julio de 2024.

| Banfield Argentina |                     |                     |    |    |    |    |    |    |     |      |      |
| 1.ª | 2017-18             | 18                  | 0  | 1  | 0  | 1  | 0  | 20 | 0   | 0,00 |      |
| 1.ª | 2018-19             | 9                   | 0  | 1  | 0  | 3  | 0  | 13 | 0   | 0,00 |      |
| 1.ª | 2019-20             | 0                   | 0  | 0  | 0  | -  | -  | 0  | 0   | 0,00 |      |
| 1.ª | 2020-21             | -                   | -  | 6  | 0  | -  | -  | 6  | 0   | 0,00 |      |
| 1.ª | 2021                | 6                   | 0  | 0  | 0  | -  | -  | 6  | 0   | 0,00 |      |
| 1.ª | 2024                | 2                   | 0  | 0  | 0  | -  | -  | 2  | 0   | 0,00 |      |
| Total club | Total club          | 35                  | 0  | 8  | 0  | 4  | 0  | 47 | 0   | 0,00 |      |
| Central Córdoba (SdE) Argentina |                     |                     |    |    |    |    |    |    |     |      |      |
| 1.ª | 2022                | 22                  | 0  | 4  | 1  | -  | -  | 26 | 1   | 0,16 |      |
| Total club | Total club          | 22                  | 0  | 4  | 1  | -  | -  | 26 | 1   | 0,16 |      |
| Instituto Argentina |                     |                     |    |    |    |    |    |    |     |      |      |
| 1.ª | 2023                | 23                  | 2  | 12 | -  | -  | -  | 35 | 2   | 0,05 |      |
| Total club | Total club          | 23                  | 2  | 12 | 0  | -  | -  | 35 | 2   | 0,05 |      |
| Palestino · Chile |                     |                     |    |    |    |    |    |    |     |      |      |
| 1.ª | 2024                | 16                  | 0  | 6  | 2  | 11 | 1  | 33 | 3   | 0,09 |      |
| Total club | Total club          | 16                  | 0  | 6  | 2  | 11 | 1  | 33 | 3   | 0,09 |      |
| Total en su carrera | Total en su carrera | Total en su carrera | 96 | 2  | 30 | 3  | 15 | 1  | 141 | 6    | 0,04 |
| (1) Las copas nacionales se refiere a la Copa Argentina, a la Copa de la Superliga Argentina, a la Copa de la Liga Profesional y a la Copa Chile (2) Las copas internacionales se refiere a la Copa Libertadores y a la Copa Sudamericana. (3) Media de goles por encuentro. No incluye goles en partidos amistosos. |                     |                     |    |    |    |    |    |    |     |      |      |